# Auf dem Strom

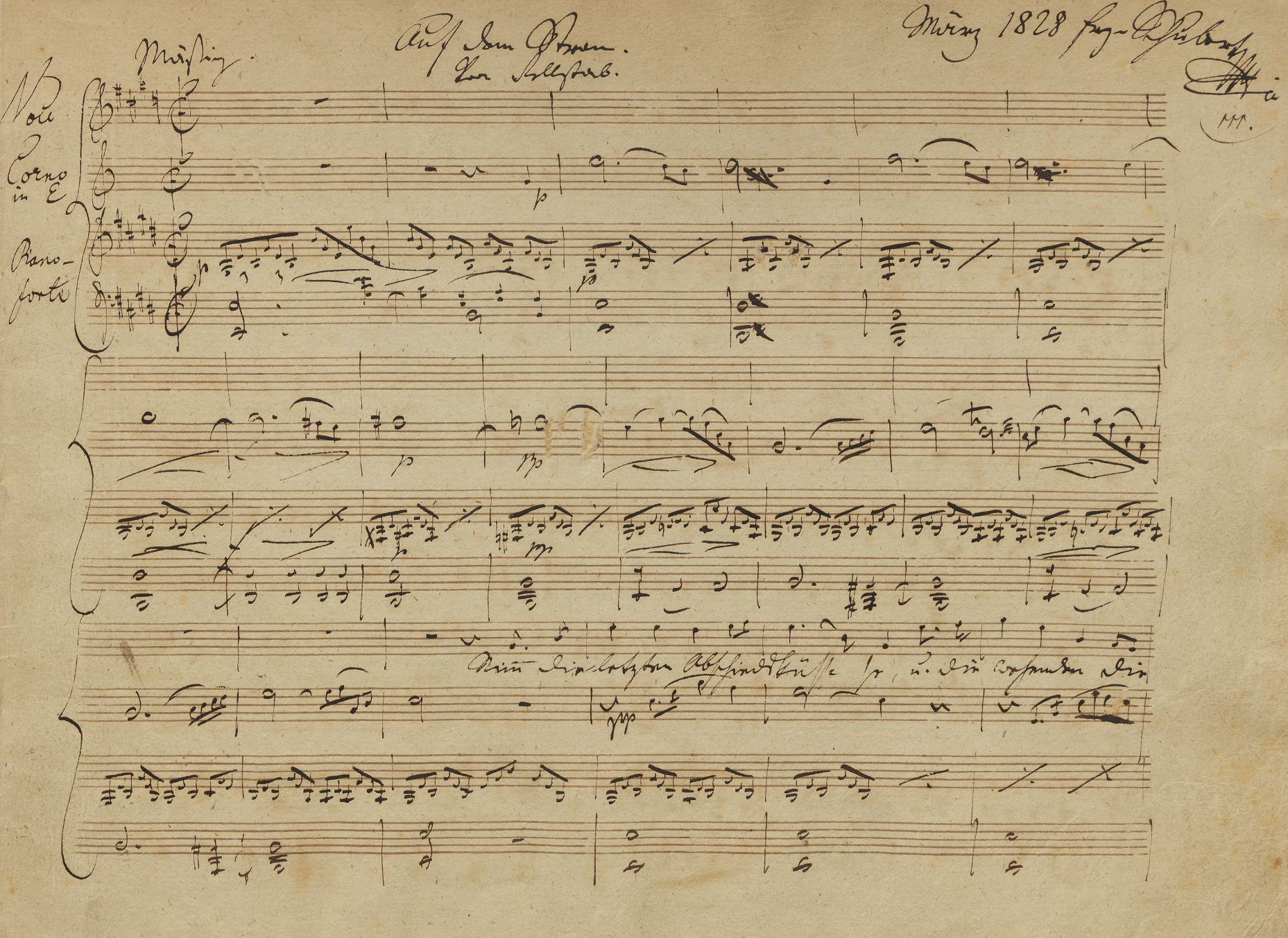
Primera pàgina del manuscrit d’Auf dem Strom amb data de març de 1828

Auf dem Strom (literalment «sobre el corrent»), D. 943, és un lied per a tenor, trompa en mi i piano de Franz Schubert compost el març de 1828 sobre un poema de Ludwig Rellstab. Schubert va compondre Auf dem Strom per ser interpretat en l'únic concert que va organitzar en vida dedicat íntegrament al seu propi repertori. Aquest concert es va realitzar el 26 de març de 1828 coincidint amb el primer aniversari de la mort de Ludwig van Beethoven. És més, si considerem la música i el context biogràfic en el qual Schubert el va compondre, veiem clarament que aquest lied es tracta d'una dedicatòria del compositor cap a Beethoven.
Schubert va topar amb el poema de Rellstab gràcies a Anton Schindler. El 1825 Rellstab havia presentat a Beethoven tot un seguit de poemes amb la intenció que aquest els musiqués. Després de la mort de Beethoven el 1827, Schindler va donar a Schubert els poemes de Rellstab que Beethoven havia marcat amb la intenció de posar-hi música. D'aquest recull que va rebre, Schubert en va musicar 10 poemes, el primer dels quals va ser Auf dem Strom i 7 dels quals es troben a la seva col·lecció Schwanengesang.
L'ús de la trompa per a aquesta obra no és casualitat, ja que en aquella època Schubert estava treballant en la Simfonia número 9 en do major. D. 944, obra en la qual les trompes hi tenen un paper molt important. Sembla ser, doncs, que l'ús de la trompa en aquest lied suposa una prolongació del treball de Schubert amb aquest instrument.

## El poema
| Nimm die letzten Abschiedsküsse, und die wehenden, die Grüße, die ich noch ans Ufer sende, eh' dein Fuß sich scheidend wende! Schon wird von des Stromes Wogen rasch der Nachen fortgezogen, doch den tränendunklen Blick zieht die Sehnsucht stets zurück! Und so trägt mich denn die Welle fort mit unerflehter Schnelle. Ach, schon ist die Flur verschwunden, wo ich selig Sie gefunden. Ewig hin, ihr Wonnetage! Hoffnungsleer verhallt die Klage um das schöne Heimatland, wo ich ihre Liebe fand. Sieh, wie flieht der Strand vorüber, und wie drängt es mich hinüber, zieht mit unnennbaren Banden, an der Hütte dort zu landen, in der Laube dort zu weilen. Doch des Stromes Wellen eilen weiter ohne Rast und Ruh, führen mich dem Weltmeer zu. Ach, vor jener dunklen Wüste, fern von jeder heitern Küste, wo kein Eiland zu erschauen, o, wie faßt mich zitternd Grau'n. Wehmutstränen sanft zu bringen, kann kein Lied vom Ufer dringen; nur der Sturm weht kalt daher durch das grau gehobne Meer! Kann des Auges sehnend Schweifen keine Ufer mehr ergreifen, nun, so schau' ich zu den Sternen auf in jenen heil'gen Fernen. Ach, bei ihrem milden Scheine nannt' ich sie zuerst die Meine, dort vielleicht, o tröstend Glück, dort begegn' ich ihrem Blick. | Pren els últims petons de comiat, i les doloroses salutacions que encara a la riba envio abans que el teu pas s'acomiadi! Ja, les onades del corrent, ràpidament traslladen la barca, tanmateix l'anhel força a girar la mirada de fosques llàgrimes cap enrere. I així em porta, doncs, l'onada lluny amb velocitat que no desitjo. Ah, ja ha desaparegut el camp on feliç la vaig conèixer. Lluny d'aquí, vosaltres, dies de plaer! Buits d'esperança s'extingeixen els laments al voltant de la bonica pàtria on vaig trobar el seu amor. Mira com fuig la costa i com m'apressa cap a l'altra banda, m'estira amb llaços innombrables per aterrar allà al refugi, per estar allà a casa. Tanmateix, el corrent de les onades s'apressa sense descans ni calma, em porta cap a l'oceà. Ah, davant d'aquell fosc desert lluny d'aquella clara costa, on no s'hi pot veure cap illa, oh, com s'apodera de mi, tremolant, l'horror. Per portar dolçament llàgrimes de nostàlgia cap cançó no pot venir des de la riba; només la tempesta bufa freda des d'allà a través de l'alt i gris mar! La nostàlgica mirada no pot arribar més a la riba, ara, alço la mirada cap a les estrelles en aquelles sagrades llunyanies. Ah, en la seva llum suau vaig cridar-la primer la meva, allà potser, o fortuna reconfortant, allà trobi la seva mirada. |

El poema consta de 5 estrofes de 8 versos cadascuna, que il·lustren el comiat entre dos enamorats, un dels quals marxa de casa amb vaixell. El text repassa els sentiments del protagonista des que s'acomiada de la seva estimada al port estant fins que es troba a alta mar navegant cap a un destí indeterminat. Però el text té un significat metafòric més profund que Schubert va captar i expressar amb la seva música. Aquest viatge cap a l'oceà és una metàfora de la mort, i Schubert va relacionar l'escena poètica amb la vida i mort de Beethoven.
Les estrofes del poema alternen dos punts de vista. Les estrofes senars (1, 3 i 5) parlen de la nostàlgia que sent el protagonista en separar-se de la seva estimada i del seu país. Les estrofes parells (2 i 4), en canvi, miren el futur incert de manera pessimista. Les estrofes senars es focalitzen en la terra (o en el seu substitut, el cel, a l'estrofa 5); les estrofes parells se centren en l'aigua. Aquesta diferència en el contingut també es troba a nivell formal: les estrofes 1, 3 i 5 (aquesta última en menys mesura) estan formades per dues semiestrofes. La primera semiestrofa comença amb un record, però aquest record és interromput per la segona semiestrofa, que descriu el progrés de l'acció. En les estrofes 2 i 4 les dues semiestrofes no són contrastants sinó reiteratives. Per exemple, en la primera estrofa, els 4 primers versos descriuen el comiat mentre el vaixell està a port, però aquesta escena es trenca amb la sortida del vaixell que descriuen els versos 5-8. En la segona estrofa, en canvi, les dues semiestrofes lamenten la separació de la terra natal.

## La música
Schubert va captar aquesta estructura tant formal com de contingut i la va plasmar a la seva música. Les seccions de la música es corresponen amb les del text, tot i que amb una àmplia participació instrumental: Schubert hi va afegir una introducció instrumental, interludis instrumentals entre estrofa i estrofa i una coda per a les tres parts. La tonalitat de l'obra és mi major. Les estrofes senars estan en aquesta tonalitat, mentre que les parells estan en el relatiu menor. A més a més, Schubert també va parar atenció a l'estructura interna de les estrofes. Les segones meitats de les estrofes 1 i 3 estan escrites en mi menor per reforçar l'efecte contrastant del text. La segona meitat de l'estrofa 5, però, continua sent en mi major, ja que no hi ha cap element d'interrupció al text i d'aquesta manera hi ha una analogia musical per referir-se a la nova esperança que s'entreveu en el poema. En les estrofes parells, amb semiestrofes similars, la música dels versos 1-4 es repeteix en els versos 5-8.
La cinquena estrofa té un tractament textual i musical una mica diferent a les estrofes 1 i 3 perquè el personatge narrador, que és el cantant, no mira enrere cap a la terra que ara ja no pot veure, sinó cap a les estrelles, on espera veure-hi el rostre de la seva estimada.
La missió del piano és bàsicament la de l'acompanyament. Schubert combina l'acompanyament realitzat amb ràpids tresets a les estrofes 1, 3 i 5 que simulen el corrent de l'aigua amb la d'acords agitats a les estrofes 2 i 4, que en reforcen el text. La trompa, en canvi, dialoga amb la veu tot comentant-ne el discurs, adornant-lo i fins i tot fent-ne ecos. L'equilibri de les veus és molt reeixit, creant un ambient de complicitat entre la veu i la trompa.

## Les al·lusions a Beethoven
Diverses característiques d’Auf dem Strom semblen portar a la conclusió que, amb aquesta obra, Schubert va retre homenatge al seu admirat Beethoven.
Un aspecte és la semblança sentimental entre Auf dem Strom i el cicle de Beethoven An die ferne Geliebte. Totes dues obres tenen semblances textuals: en el cicle de Beethoven el cantant arriba a la seva distant estimada; en el lied de Schubert el cantant finalment troba la mirada de la seva estimada a les estrelles. Però les dues obres també tenen semblances musicals. Les codes de les dues obres són molt similars. Totes dues estan elaborades a partir de la repetició dels 4 últims versos del text. Tots dos compositors van utilitzar el recurs de la repetició de la melodia inicial de l'obra utilitzant un registre vocal agut i climàtic. Beethoven alterna la repetició melòdica entre la veu i el piano, i Schubert fa un intercanvi melòdic entre els tres instruments (veu, trompa i piano). Tot i això, la repetició melòdica que fa Beethoven és molt més clara i explícita que la que fa Schubert.
Auf dem Strom també conté al·lusions musicals a obres de Beethoven. La més clara de totes és la melodia de les estrofes 2 i 4, que és una cita de la marxa fúnebre del segon moviment de la Simonia número 3 de Beethoven (l'heroica). Una altra al·lusió força clara a Beethoven (més a la vista que a l'oïda) es troba a l'obertura del lied. La melodia de la trompa fa al·lusió a una melodia, també interpretada per trompes, que apareix al pont del principi del quart moviment de la Simfonia núm. 5 de Beethoven (concretament als compassos 26-36). Tot i que la simfonia està escrita en do i el lied de Schubert està escrit en mi, les notes escrites a la trompa són idèntiques. D'aquesta manera, la melodia de Beethoven sona en do i la de Schubert en mi, ja que la trompa d'aquesta última melodia està afinada en mi.
Com s'ha dit anteriorment, cal interpretar el viatge cap al mar que descriu el poema com una representació de la mort com un viatge marítim, on la por inicial a allò desconegut dona pas a l'esperança. Sembla que Schubert va utilitzar aquest significat per referir-se a la mort de Beethoven.
Així doncs, amb aquesta obra, Schubert va retre homenatge a Beethoven component el lied específicament pel de l'aniversari de la seva mort (concert que el propi Schubert havia organitzat), utilitzant un poema que aquest havia volgut fer servir i citant-ne la música en diverses ocasions.